# Sneeuwstorm van 25 november 2005

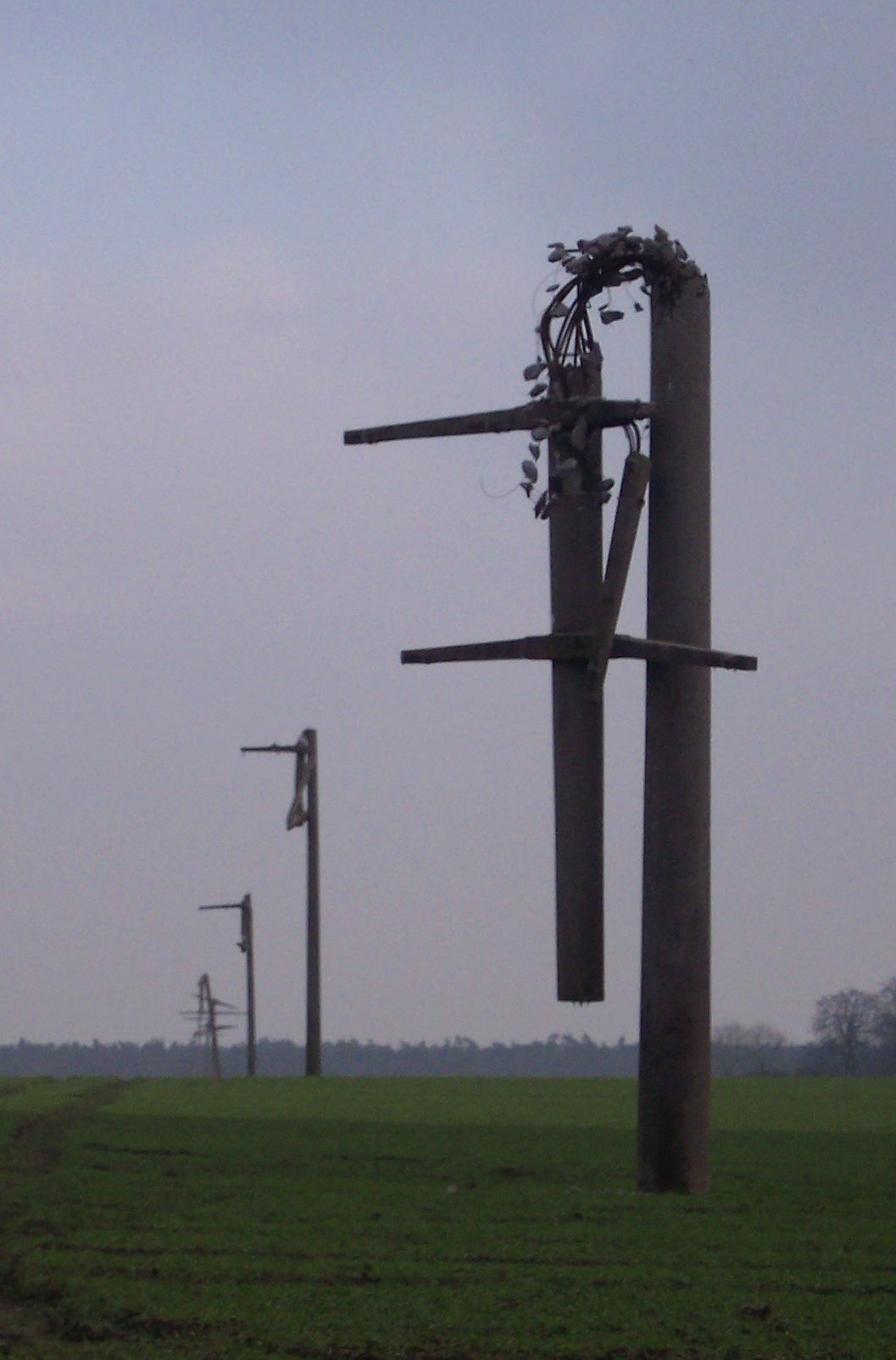
Afgeknapte hoogspanningsmasten in de buurt van Ahaus (na het smelten van de sneeuw)

De sneeuwstorm van vrijdag 25 november 2005 was een bijzondere gebeurtenis in de Nederlandse weergeschiedenis. Door een sneeuwstorm ontstond de langste avondspits in Nederland tot dat moment: om 18.00 uur stond er 802 kilometer file. Pas om 05.20 uur, de volgende ochtend, waren alle files opgelost. Honderden reizigers (ook per trein) brachten de nacht door in opvangcentra. Verder was het in De Bilt de 'donkerste dag' sinds het begin van de metingen in 1957. Nog ernstiger was de situatie in het Duitse Münsterland, waar de sneeuwval met veel wind meerdere dagen aanhield en het openbare leven vrijwel lamlegde.

## Storm
De storm betekende het einde van een warme herfst. Een lagedrukgebied gevuld met koude lucht trok over Nederland en zo viel op 25 november flink wat regen en aan de westkust stormde het. In Hoek van Holland werd een van de zwaarste windstoten ooit in Nederland gemeten. Vrijdagochtend om 02.10 uur registreerde de windmeter van het KNMI 48 m/s (173 km/h).

## Sneeuw en gevolgen voor het verkeer
De hogere delen van de Veluwe, de Achterhoek, Twente en Salland kregen door temperaturen die rond het vriespunt schommelden veel sneeuw. Lokaal ontstond een sneeuwdek van 40 centimeter. Doordat vrachtwagens vanwege de lage snelheid de besneeuwde heuvels op de Veluwe niet meer op konden rijden, liep het verkeer muurvast op de A50, de A1 en de A28, inclusief het onderliggende wegennet. De files bleven tot diep in de nacht staan. Hulpverleners deelden dekens, brandstof, warme dranken en voedselpakketten uit. Ook waren er berichten/meldingen over 'onwel geworden mensen'. Door de sneeuwval hadden hulpverleners moeite om iedereen die vaststond in de file te kunnen bereiken. Gesproken wordt over een verkeersinfarct. Sommigen stonden meer dan 12 uur in de file. Op veel plaatsen sneeuwde het zo hevig dat de weg achter de sneeuwschuivers opnieuw insneeuwde. De A18/N18 (Twenteroute) tussen Zevenaar en Enschede werd grotendeels urenlang afgesloten, omdat auto's vast kwamen te zitten in de sneeuw.
Ook het treinverkeer had last van de storing. De verbinding Amersfoort-Ede-Wageningen was op een zeker moment nog de enig werkende noord-zuidverbinding. Treinen strandden in Zwolle, waardoor passagiers die naar het noorden wilden reizen, in opvangcentra moesten overnachten. Bussen op de Veluwe, in de Achterhoek en in Twente en Salland, reden niet meer. In Apeldoorn, Deventer, Hengelo en andere plaatsen in Gelderland en Overijssel, overnachtten mensen noodgedwongen in theatergebouwen (sliepen op theaterstoelen) of in sporthallen.
Op circa 30 plaatsen braken de hoogspanningsdraden. In Zeeland lag een gebroken hoogspanningsdraad op de autosnelweg A58 en Hulst (30.000 inwoners) was gedurende 24 uur niet van stroom voorzien. De gemeente Haaksbergen (25.000 inwoners) in Twente zat bijna drie dagen zonder stroom.

## Drie weertypen
In het noorden van het land, waar geruime tijd de kern van het lagedrukgebied lag, was het lange tijd bijna windstil en brak soms de zon zelfs even door. Zo kwamen in Nederland tegelijkertijd drie verschillende weertypen voor.